# (26795) Басилашвили
(26795) Басилашвили (лат. Basilashvili) — типичный астероид главного пояса, открыт 26 сентября 1978 года советским астрономом Людмилой Журавлёвой в Крымской астрофизической обсерватории и 29 октября 2012 года назван в честь советского и российского актёра Олега Басилашвили.

## Обнаружение и именование
Астрономический объект (26795) Басилашвили представляет собой типичный астероид главного пояса диаметром до 3,05 км. Впервые объект был обнаружен 26 сентября 1978 года советским астрономом Людмилой Журавлёвой в Крымской астрофизической обсерватории.
29 октября 2012 года назван в честь советского и российского актёра Олега Басилашвили.
(26795) Басилашвили
Открыт 26 сентября 1978 г. Л. В. Журавлёвой в Крымской астрофизической обсерватории.
Олег Валерианович Басилашвили (р. 1934) удостоен звания Народного артиста СССР и лауреата Государственной премии России наряду со многими другими отечественными и зарубежными премиями, в том числе почётного гражданина Санкт-Петербурга. За свою карьеру, начавшуюся в 1956 году, он сыграл более ста ролей в театре и кино.
Оригинальный текст (англ.)26795 Basilashvili
Discovered 1978 Sept. 26 by L. V. Zhuravleva at the Crimean Astrophysical Observatory.
Oleg Valerianovich Basilashvili (b. 1934) has been honored as a People’s Artist of the USSR and a state prize laureate of Russia along with many other domestic and foreign prizes, including an Honorable Citizen of St. Petersburg. He played more than one hundred roles in the theater and cinema in a career that began in 1956.
Источники: 20121029/MPCPages.arc; MPC 81060.

## Наблюдения
Из наблюдений телескопа VISTA следует, что астероид односится к таксономическому классу S.
По результатам наблюдений в видимом и ближнем инфракрасном диапазоне космического телескопа NEOWISE диаметр астероида сначала оценивался равным 2,722±0,301 км, позже — 2,30±0,34 км, и наконец — 2,619±0,441 км.
На октябрь 2022 года текущие показатели наблюдения составляют: видимая звёздная величина — 20,62m, абсолютная звёздная величина — 15,09m; расстояние от Солнца — 2,65 а. е., от Земли — 3,349 а. е.

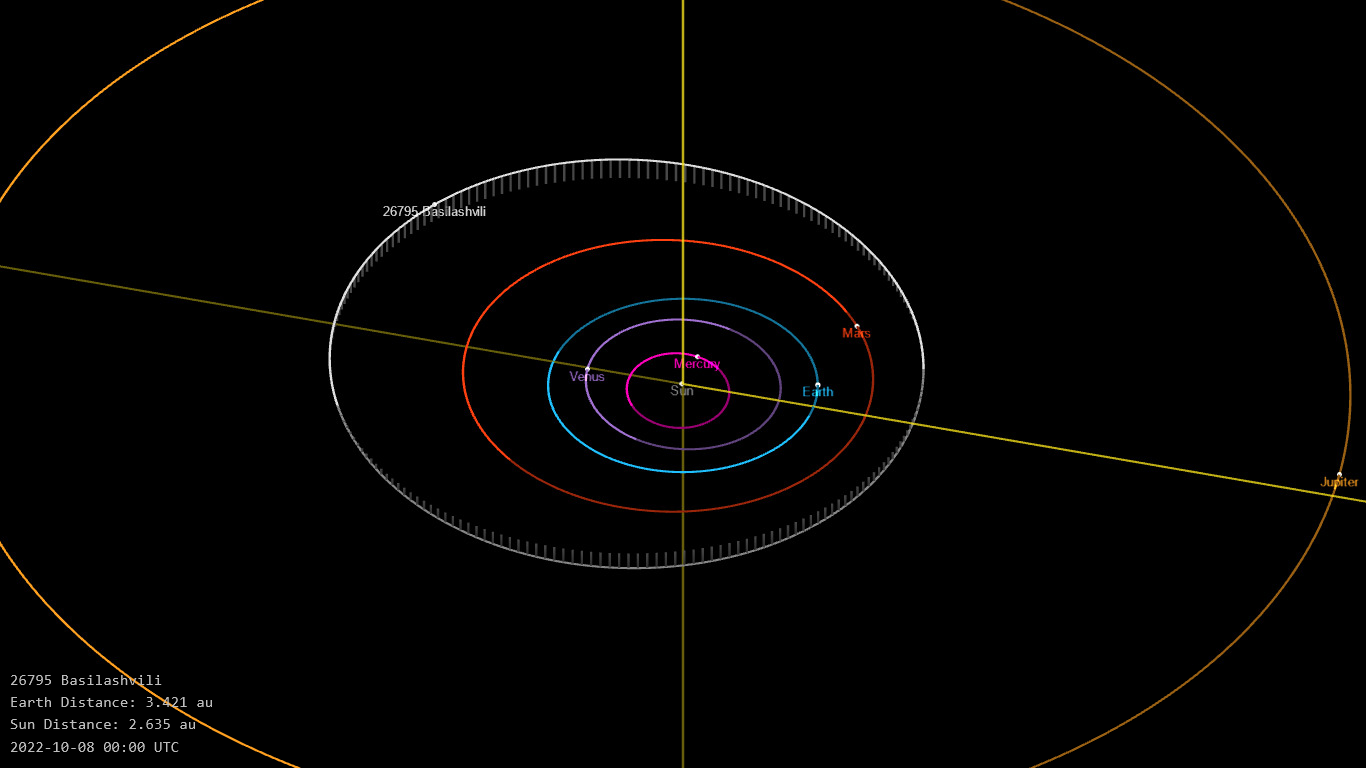
Орбита астероида Басилашвили и его положение в Солнечной системе